# Hans Rickers
Hans Rickers (* 10. September 1899 in Itzehoe; † 23. August 1979 in Kiel) war ein schleswig-holsteinischer Landschaftsmaler, dessen Werke unter anderem in Kiel große Anerkennung erfuhren.

## Lebenslauf
Hans Rickers wurde als ältestes Kind des Malergesellen Johannes Rickers und seiner Frau Elisabeth geboren. Der spätere Journalist Karl Rickers war sein Bruder. Hans Rickers besuchte die Volksschule („Bürgerschule“) und machte von 1914 bis 1917 eine Schreiberlehre beim Anwalt und Justizrat Gerlach, bis er 1917 als Kriegsfreiwilliger zur Marine ging.
Nach Kriegsende 1918 kehrte er an Land zurück zur Personalabwicklung in der alten Kieler Marineakademie. In Itzehoe blieb Rickers vorerst arbeitslos, bis er im Durchgangslager Lockstedter Lager und schließlich dort für ein Freikorps angeworben wurde. Auf Antrag wurde er jedoch entlassen und kehrte nach Itzehoe zurück, um im Büro einer Netzfabrik zu arbeiten. Auf Grundlage seiner ersten selbstständigen zeichnerischen Versuche während seiner Kindheit wandte sich Rickers ernsthaft der Malerei zu und konnte sich im Sommer 1923 an einer Ausstellung (der Itzehoer Malervereinigung in der Villa de Vos) mit eigenen Landschafts- und Itzehoer Städtebildern beteiligen.
1924 siedelte er nach Kiel um, wo er vom 1. Oktober 1924 bis Ostern 1927 die Handwerker- und Kunstgewerbeschule besuchte. Dabei machte er seine Hauptausbildung in der Holzbildhauerklasse und besuchte in großem Umfang auch den Unterricht der Akt- und Bildhauerklasse. 1929 heiratete der freischaffende Künstler, der dann vorwiegend in der Landschaftsmalerei mit Öl und Aquarell tätig war, Luise Schewe.
Ab 1928 war Rickers zunehmend an Ausstellungen beteiligt. Für die Zeit des Nationalsozialismus ist seine Teilnahme an sieben Gruppenausstellungen sicher belegt, obgleich er 1933 von NS-„Kunstexperten“ in Kiel in der künstlerischen Leistung abqualifiziert wurde. Dies wurde vor allem mit der Ausstellung einer Bauarbeiterplastik begründet, die den nationalsozialistischen Vorstellungen nicht entsprach, was Rickers schließlich zur stärkeren Hinwendung zur kunstgewerblichen Holzbildhauerarbeit brachte.

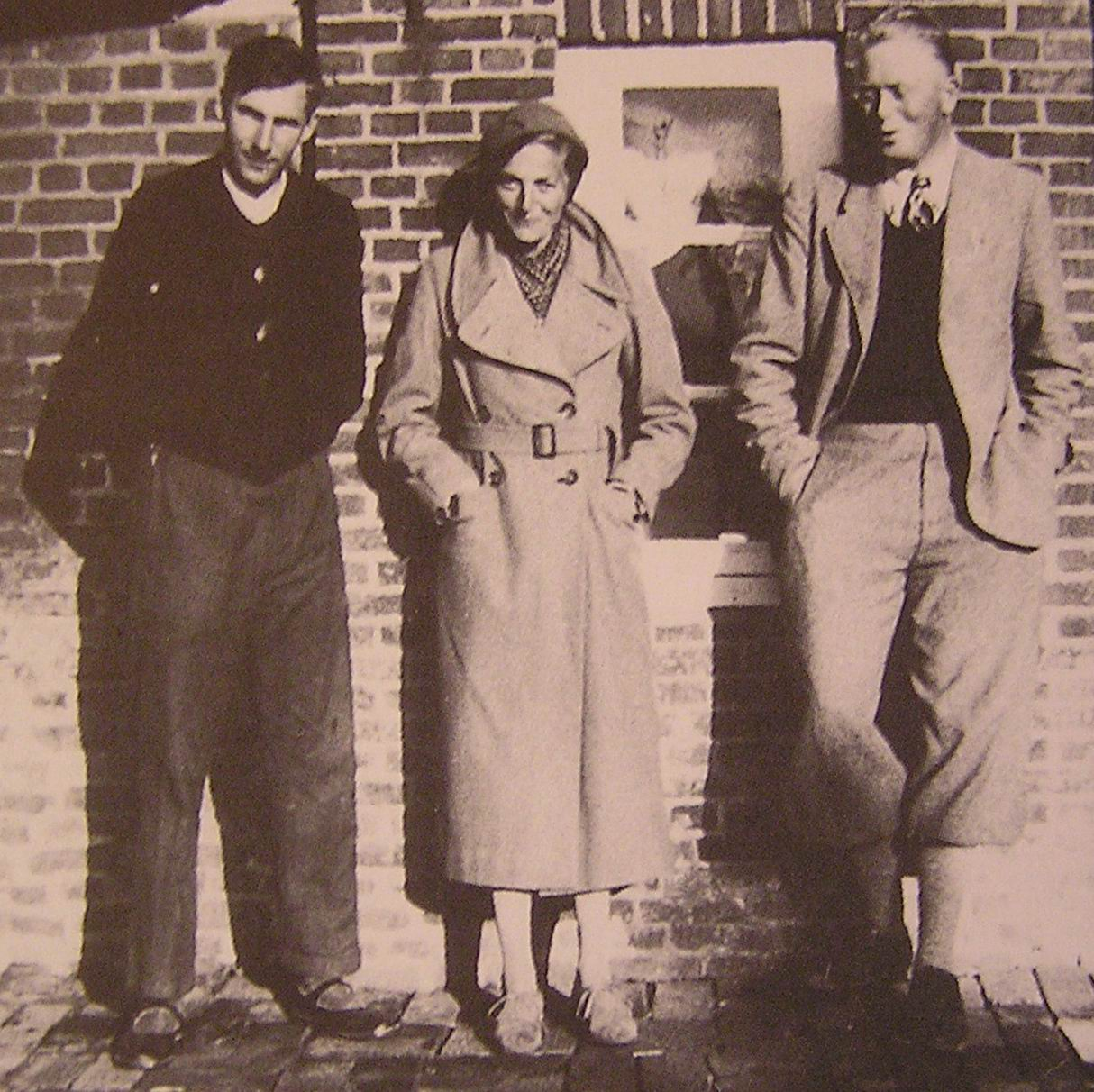
Werkgemeinschaft Kieler Künstler mit (von links): Erwin Hinrichs, Leonore Vespermann und Hans Rickers

Mitte der dreißiger Jahre wandte er sich auch der Aquarellmalerei in der Nass-in-Nass-Technik zu und schloss sich mit der Malerin Leonore Vespermann (Kiel) und dem Maler Erwin Hinrichs (Rendsburg) zur Aquarellgruppe der Werkgemeinschaft Kieler Künstler zusammen. 1938 schloss sich ihnen noch Erich Duggen an. Die Kieler Werkgemeinschaft existierte bis zum Ausbruch des Krieges. Die Künstler arbeiteten häufig gemeinsam, vor allem an der Nordsee auf der Halbinsel Eiderstedt. Die Arbeitsergebnisse wurden auf Gemeinschaftsausstellungen in Liegnitz, Kiel, Hamburg und Wilhelmshaven gezeigt. 1942 war Rickers mit der großen Tusche-Zeichnung "Katen am Teich" auf der Großen Deutsche Kunstausstellung in München vertreten. Im August 1943 wurde Rickers zur Wehrmacht eingezogen. Nach Einsätzen im Bereich Kiel wurde er noch 1943 in finnischen Gewässern eingesetzt. Auf Veranlassung seines Kommandeurs, Konteradmiral Böhmer, war der Maler nun im finnischen und estnischen Küstenbereich als Landschaftsmaler tätig, wodurch Rickers seine Landschafts-Aquarellmalerei fortsetzte, die er bereits 1929 mit schleswig-holsteinischen Westküstenlandschaften begonnen hatte.
Nach dem Rückzug aus Finnland 1944 kehrte die Flotte nach Kiel zurück. Im selben Jahr zerstörte ein Bombenangriff sein Atelier in der Feldstraße komplett, wodurch die meisten Ölbilder und Plastiken aus der Zeit vor dem Krieg zerstört wurden. Ein Jahr später wurde auch die Wohnung in der Moltkestraße 46 (Kiel) vollkommen zerstört.

Nach dem Kriegsende im Mai 1945 wurde er bis zum Juli in Kiel interniert und von dort als „Landwirt“ in das eigene kleine Anwesen in Brekendorf (Hüttener Berge) entlassen, wo er seine malerische Tätigkeit unter ungünstigen Lebensverhältnissen mit Landschafts- und Blumenaquarellen fortsetzte. 1948 kehrte Rickers nach Kiel zurück, wo er in einer Serie von dreißig Aquarellen dessen Trümmerlandschaft darstellte. Der damalige Oberbürgermeister Andreas Gayk veranlasste den Ankauf dieser Aquarelle für die Stadt Kiel. Dann malte der Künstler zahlreiche Landschaften und Städtebilder, Stillleben und Porträts in Öl- und Kaseintechnik.

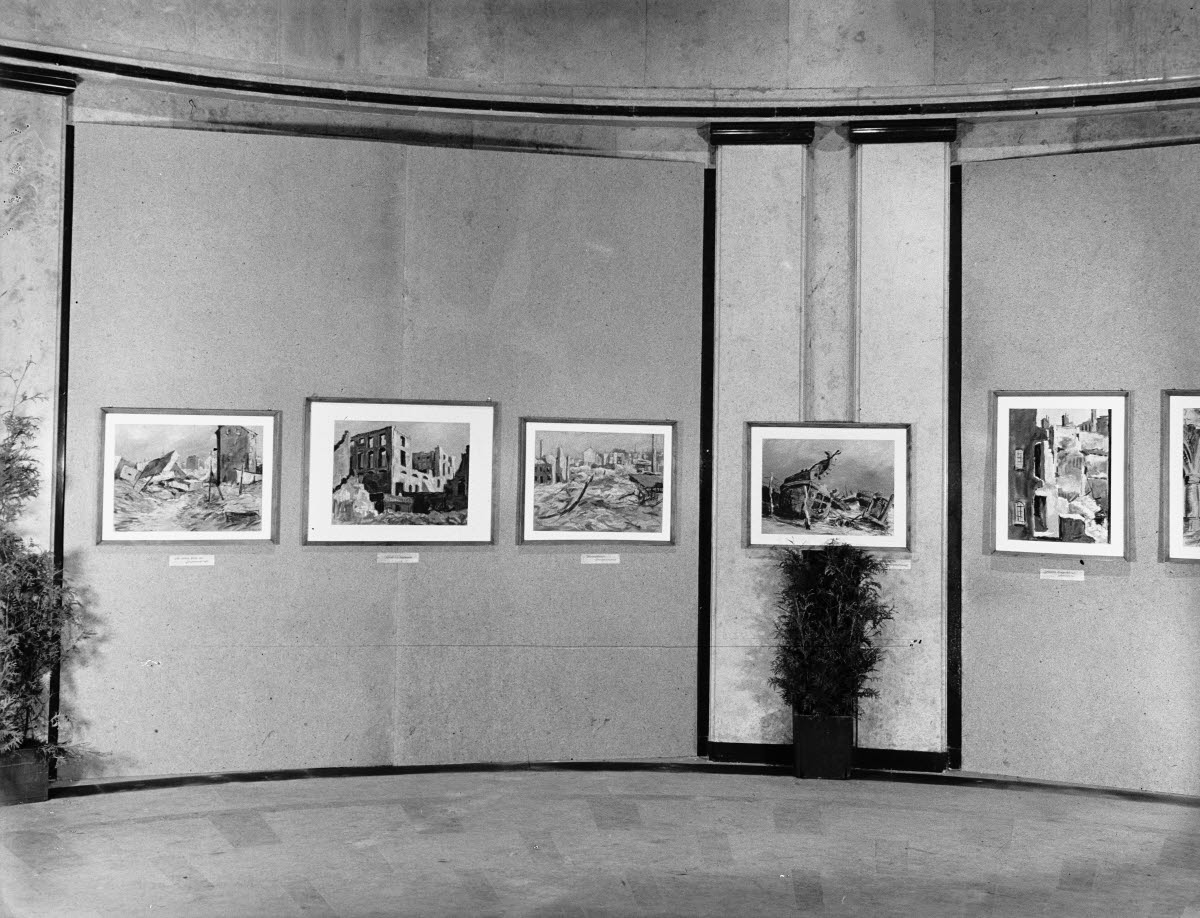
Ausstellung im Kieler Rathaus bei der Septemberwoche 1947 „Kiel im Aufbau“

Nach 1950 wurde Rickers mit der Gestaltung von mehreren Wandmalereien, -mosaiks, und -keramiken beauftragt, u. a. für den Speisesaal der Stadtwerke Kiel und die nördliche Einfahrt des Kanaltunnels in Rendsburg.
1954 dankte ihm das Land Schleswig-Holstein mit der Verleihung des Landeskunstpreises. Seit diesem Jahr pflegte der Künstler die graphische Technik der Monotypie für den Motivkreis satirisch orientierter Szenerien sowie Landschafts-Ideogramme und Tier-Glossarien. Zu Rickers 60. und 70. Geburtstag fanden jeweils Ausstellungen in der Kunsthalle zu Kiel und in der Universitätsbibliothek statt.
Vor allem die Landesregierung, die Stadt Kiel, die Landesbank und der Metallarbeiterverband in Frankfurt bemühten sich um den Ankauf der Werke Rickers’.

## Stil
Zu Beginn seiner künstlerischen Tätigkeit widmete sich Rickers vor allem seiner Bildhauertätigkeit, bis er schließlich 1933 von einem NS-Kunstkritiker abqualifiziert wurde (siehe Lebenslauf) und zum Ende der 20er Jahre das Malen und Zeichnen in den Vordergrund des künstlerischen Schaffens des freischaffenden Künstlers rückten.
Mit Anfang der 30er Jahre interessierte sich Rickers zunehmend für die Öl- und Aquarellmalerei. Dabei fiel die Farbpalette anfangs sehr mager aus, bis die Farbfülle später zunahm. Als Motive dienten hauptsächlich Landschaften und Häfen in Schleswig-Holstein. In den 40er Jahren hielt Hans Rickers das Kriegsleid und die Folgen der Zerstörung in Europa mit seinen Öl- und Aquarellbildern fest.
Die folgenden Jahre experimentierte er mit Formen und Farben. So gleiten verschiedene aggressive Farbflächen ineinander über, wodurch sich in Rickers’ Bildern Unruhe, nervöses Spiel und ständige Verwandlungen finden.
Neben der Faszination für Städtebilder stand auch das weitere Experimentieren mit abstrakteren Formen, doch auch Landschaftsbilder kamen in der Zeit nicht zu kurz. Die Experimente führten den anfänglichen Anhänger des Realismus über abstrakte, kräftig gefärbte Bilder bis hin zu Ansätzen des Surrealismus: In Rickers’ Bildern erschienen immer öfter bekannte Wesen aus der Tierwelt, die jedoch aus Elementen wie Draht oder Holz bestehen.